# Euminua brevitarsus
Genre
Espèce
Euminua brevitarsus, unique représentant du genre Euminua, est une espèce d'opilions laniatores de la famille des Zalmoxidae.

## Distribution
Cette espèce est endémique du District capitale de Caracas au Venezuela.

## Description
Le mâle syntype mesure 2 mm.

## Publications originales
- Henriksen, 1932 : « Descriptiones Laniatorum (Arachnidorum Opilionum Subordinis). Opus posthumum recognovit et edidit Kai L. Henriksen. » Det Kongelige Danske Videnskabernes Selskabs skrifter, Naturvidenskabelig og Mathematisk Afdeling, sér. 9, vol. 3, no 4, p. 197–422.
- Kury & Alonso-Zarazaga, 2011 : « Addenda and corrigenda to the Annotated catalogue of the Laniatores of the New World (Arachnida, Opiliones). » Zootaxa, no 3034, p. 47–68.